# Дина Йорданова
Дина Йорданова е българска киноведка.

## Биография
Родена е през 1960 година и завършва философия в Софийския университет „Климент Охридски“, където през 1986 година защитава докторат по естетика и история на културата под ръководството на Исак Паси. Работи в Инститъта по Култура в София и публикува в Литературна Мисъл, Философска Мисъл, Годишник на Софийския Университет (с Калин Янакиев), Народна Култура, АБВ, Пламък, Родна Реч, и други издания. През 1990 година заминава за Канада, а след това работи в Съединените щати и Великобритания. През 2004 година създава програмата по филмови изследвания в Университета на Сейнт Андрюс, където продължава да преподава през следващите години. Специалист по източноевропейско, балканско, азиатско и транснационално кино и по история на филмовите фестивали. Член на журито на филмовите фестивали в Бусан (Южна Корея, 2014), Ямагата (2017) Солун (2017), ИДФА Амстердам (2022). 